# 咸池星
咸池星是堪輿中九星之一、四凶星之一，又稱掃蕩星、流連之神，指上下皆彎曲的山巒，其五行屬水、八卦屬坎。
咸池同時也是紫微斗數中的桃花星，又名敗神、桃花煞，癸水(陰水)，主桃花，入命、身、財、福諸宮，多好色、破財。與天姚星的效果極為相像。
若有咸池星入命，處事平和且待人寬厚，感情豐富、依從乖順，體貼人意、柔婉可人，心地善良而異性緣好，而缺乏主見又少原則，易輕信他人而遭欺瞞，幻想過多、不切實際，虛榮心重致使常有貪念。

## 民間傳說
據《封神演義》，徐忠為汜水總兵、濟水關主，韓榮身旁的一個偏將，韓榮兵敗身亡後，他自殺隨他而去。
周朝姜子牙在封神之際，將徐忠封為咸池星，名列於封神榜中。

## 同度咸池
- 咸池若與天姚同度，桃花性質會非常重，即無謀苟合，桃花甚邪。
- 咸池若與貪狼同度，無論男女婚姻皆易有第三者介入。
- 咸池與貪狼、廉貞同度，則桃花的性質彼此增強。
- 咸池與天德、天空、截空、旬空同度，便能化解咸池的煞氣。

## 加會星曜
咸池星加會的影響
- 咸池加會左輔、右弼，有親和力，有管理能力。
- 咸池加會文昌、文曲，感情浪漫，有情趣。
- 咸池加會天魁、天鉞，感情機運多。
- 咸池加會祿、權，科，得財，有名氣。
- 咸池加會火星或鈴星，感情多波折。
- 咸池加會擎羊、陀羅，不定性，感情多波折。
- 咸池加會火星、鈴星、擎羊、陀羅、地空、地劫感情多波折，易有特別嗜好。

## 桃花四星
在紫微斗數中，有四顆桃花星，其影響分為2類，正桃花與邪桃花。

- 紅鸞星： 正桃花， 戀愛結婚星。
- 天喜星： 正桃花， 懷孕生子星。
- 咸池星： 邪桃花， 性邪淫，桃花煞。
- 天姚星： 邪桃花， 重婚星。

## 延伸閱讀
- 左輔
- 文昌
- 文曲
- 貪狼
- 廉貞
- 周朝
- 徐忠
- 紅鸞星
- 天喜星
- 天姚星
- 封神榜
- 封神演義

## 外部連結
- 傳說太陽所沐浴的咸池（页面存档备份，存于）